# Habenaria cornutella
Habenaria cornutella är en orkidéart som beskrevs av Victor Samuel Summerhayes. Habenaria cornutella ingår i släktet Habenaria och familjen orkidéer. Inga underarter finns listade i Catalogue of Life.